# Outside (Staind)
Outside è un singolo del gruppo rock statunitense Staind del 2001, il secondo estratto dall'album Break the Cycle.

## Tracce
1. Outside – 4:54
2. Outside – 5:40
3. Mudshovel – 4:42

## Formazione
- Aaron Lewis - voce, chitarra ritmica
- Mike Mushok - chitarra solista
- Johnny April - basso
- Jon Wysocki - batteria

## Classifiche
| Classifica                       | Posizione |
| -------------------------------- | --------- |
| Billboard Mainstream Rock Songs  | 11        |
| Billboard Modern Rock Tracks     | 16        |
| Billboard Bubbling Under Hot 100 | 11        |